# Wspólnota administracyjna Neumarkt in der Oberpfalz
Wspólnota administracyjna Neumarkt in der Oberpfalz – wspólnota administracyjna (niem. Verwaltungsgemeinschaft) w Niemczech, w kraju związkowym Bawaria, w rejencji Górny Palatynat, w regionie Ratyzbona, w powiecie Neumarkt in der Oberpfalz. Siedziba wspólnoty znajduje się w mieście Neumarkt in der Oberpfalz, które jednak nie jest członkiem wspólnoty.
Wspólnota administracyjna zrzesza trzy gminy wiejskie (Gemeinde): 
- Berngau, 2 515 mieszkańców, 27,14 km²
- Pilsach, 2 720 mieszkańców, 47,66 km²
- Sengenthal, 2 889 mieszkańców, 28,51 km²